# Майкъл Грант (писател, р.1940)
Майкъл Грант (на английски: Michael Grant) е американски ветеран от полицията в Ню Йорк и бивш директор по сигурността, и писател на произведения в жанра трилър, криминален роман и исторически роман.

## Биография и творчество
Майкъл Грант е роден на 21 декември 1940 г. в Ню Йорк, САЩ, в семейство на ирландски имигранти. Има две сестри и брат. Баща му умира малко след раждането му блъснат от лека кола. В част от детството си отраства в Ирландия. Получава бакалавърска степен по наказателно правосъдие и магистърска степен по психология от колежа по наказателно правосъдие „Джон Джей“. След дипломирането си работи в продължение на двадесет и три години в полицейското управление на Ню Йорк, като първоначално е полицай в тактическия патрул и отряда за разследване на произшествия, после е повишен в сержант и работи в 63-то районно управление, отдел „Инспектори“, и накрая завършва Националната академия на ФБР в Куантико, Вирджиния. Като лейтенант работи в 17-то районно управление завършва кариерата си като началник на пътната полиция. След полицейската си кариера работи като директор по сигурността в компанията Fortune 500. През 1990 г. се премества във Флорида, където пише първите си три романа. През 2006 г. се завръща в Лонг Айлънд, където пише още десет романа, а по-късно се премества в Ноксвил, Тенеси.
Първият му роман, трилърът „Служебни задължения“, е издаден през 1991 г. В историята лейтенант Брайън Шанън, е натоварен да разследва убийството на наркобарон в Харлем заедно със млад служител от Вътрешните работи, а следите водят към полицейското управление.
През 1993 г. е издаден трилърът му „Жертва на офицера“, а в историята четирима много различни служители на реда имат задачата да спрат колумбийска наркотерористична банда, която се отмъщава на ченгетата от Ню Йорк.
В трилърът му „10. етаж от ада“ от 1995 г. новоназначеният директор по сигурността Майк Девлин се изправя срещу смъртоносен и брилянтен убиец, който въпреки сложните системи за сигурност, се насочва към изпълнителния директор на фирмата.
През 2011 г. е издаден историческият му роман „По време на глад“, който представя времето на картофения глад от 1845 – 1850 г., когато реколтата е унищожена от неизвестна зараза, 1 милион души умират от глад и още 2 милиона напускат Ирландия за Австралия и САЩ.
Майкъл Грант живее със семейството си в Ноксвил.

## Произведения

### Самостоятелни романи
- Line of Duty (1991)[1][2][5]
- Officer Down (1993)
Жертва на офицера, изд. „Атика“ (1996), прев. Рени Димитрова
- Retribution (1995)
10. етаж от ада, изд. „Атика“ (1996), прев. Рени Димитрова
- The Cove (2011)
- Back To Venice (2011)
- When I Come Home (2011)
- Dear Son, Hey Ma (2011)
- Krystal (2011)
- Who Moved My Friggin' Provolone? (2011)
- Stalker (2011)
- Appropriate Sanctions (2012)
- Precinct (2012)
- A Letter To Ballyturan (2014)

### Поредица „Майкъл и Емили Ранахан“ (Michael and Emily Ranahan)
1. In The Time Of Famine (2011)[1][2][4]
2. Manhattan (2017)